# گن اوروبوچی
گن اوروبوچی (انگلیسی: Gen Urobuchi؛ زادهٔ ۲۰ دسامبر ۱۹۷۲) نویسنده، فیلم‌نامه‌نویس اهل ژاپن است.
همچنین برندهٔ جوایزی همچون جایزه انیمه توکیو شده‌است.